# Syllitus cylindricus
Syllitus cylindricus là một loài bọ cánh cứng trong họ Cerambycidae.